# Спедалетти, Хорхе Америко
Аме́рико Хо́рхе Рамо́н Спедале́тти Гонса́лес (исп. Américo Jorge Ramón Spedaletti González; 24 сентября 1947, Росарио, Санта-Фе — 10 июня 2022, Сантьяго) — аргентинский и чилийский футболист, игравший на позиции нападающего.

## Биография

### Игровая карьера
Спедалетти начал карьеру в Аргентине в клубе «Химнасия и Эсгрима» из Ла-Платы. В 1968 году перешёл в «Годой-Крус», в котором играл на протяжении одного сезона. В 1969 году переехал в Чили, где в течение четырёх сезонов играл за «Универсидад де Чили», с которым в 1969 году выиграл чемпионский титул. В 1974 году перешёл в «Унион Эспаньола», в составе которого в 1975 году выиграл чемпионский титул и дошёл до финала Кубка Либертадорес 1975 года, который выиграл аргентинский «Индепендьенте».
В 1976 году перешёл в «Эвертон» из Винья-дель-Мар, с которым выиграл в 1976 году свой третий чемпионский титул. В «Эвертоне» у него было два периода футбольной карьеры, а также он играл за «Депортес Консепсьон» и «Депортес Антофагаста», где он в 1982 году закончил карьеру.
За сборную Чили сыграл 5 матчей, в которых не отметился забитыми мячами.

### Тренерская карьера
Работал в тренерском штабе нескольких футбольных клубов Чили и исполняющим обязанности главного тренера «Унион Эспаньола».

### Смерть
Скончался 10 июня 2022 года в возрасте 74 лет.

## Достижения
«Универсидад де Чили»
- Чемпион Чили (1): 1969

«Унион Эспаньола»
- Чемпион Чили (1): 1975

«Эвертон (Винья-дель-Мар)»
- Чемпион Чили (1): 1976